# Вулиця Гоголя (Київ, Деснянський район)
Ву́лиця Го́голя — вулиця в Деснянському районі міста Києва, селище Троєщина. Пролягає від вулиці Володимира Беца до вулиці Сергія Котенка.
Прилучаються вулиці Вадима Модзалевського і Чорторийська.

## Історія
Вулиця виникла у 1-й половині XX століття, названа на честь російського письменника українського походження Миколи Гоголя.